# Kim Song-chol
Kim Song-chol (* 29. August 1983) ist ein nordkoreanischer Fußballspieler.

## Karriere
Kim tritt international als Spieler der Sportgruppe Lokomotive („Kigwancha“) in Erscheinung. 2007 spielte er als einer der wenigen in Nordkorea geborenen Spieler gemeinsam mit seinen Landsleuten Kim Myong-chol und So Hyok-chol im Ausland beim chinesischen Zweitligisten Yanbian FC.
Der Mittelfeldspieler nahm mit der nordkoreanischen Nationalelf 2005 und 2008 an den Finalrunden der Ostasienmeisterschaft teil. Im Sommer 2005 bestritt er zudem drei Partien im Rahmen der WM-Qualifikation.